# Martín Astudillo
Martín Mauricio Astudillo (Mendoza, Argentina, 10 de julio de 1977) es un exfutbolista y actual entrenador argentino. Jugaba de mediocampista y su último equipo fue el Guaymallén. Es el jugador con más partidos  oficiales disputados en la historia del  Deportivo Alavés.

## Jugador

### Trayectoria
Ha jugado en la Liga argentina de fútbol desde joven. Su primer club fue el Godoy Cruz de Mendoza, de la segunda división argentina con 55 partidos, en dos años. En 1997 ficha por Gimnasia y Esgrima de Jujuy. Con este equipo debuta en la primera división argentina el 25 de agosto de 1997. En los 67 partidos que disputa en dos temporadas, demuestra su apodo "El Pulpo", por su capacidad para cortar balones y destruir el juego rival.
En 1999 llega a la liga española de fútbol fichando por el Alavés.
Su debut en Primera división fue el 22 de agosto de 1999. El resultado del partido fue Deportivo de La Coruña 4 - 1 Deportivo Alavés. Disputa un gran juego hasta que en un partido en Mendizorroza contra el Racing se lesiona de gravedad y se ve alejado de los terrenos de juego. Volverá meses después para terminar de ayudar al equipo a clasificarse por primera vez en la historia para la UEFA.
Al año siguiente, disputa 25 partidos de liga prosiguiendo con ese gran nivel mostrado en la primera temporada, despertando el interés de equipos como el Valencia. Aparte se hace un nombre en Europa gracias a la trayectoria del equipo que se proclama subcampeón de UEFA. 
En la temporada 2001-2002 consigue su récord de goles con 5 en 37 partidos, clasificándose el equipo otra vez para la UEFA.
En la temporada 02-03 desciende a Segunda división con su equipo tras jugar 25 partidos, pero en la temporada 04-05 consigue de nuevo volver a Primera división disputando 31 encuentros, aunque esta temporada vuelve a bajar, consiguiendo sumar ya 149 partidos con el equipo albiazul en Primera.
En el Deportivo Alavés era el capitán y uno de los mejores jugadores y mejor pagados de la plantilla. Tras la inclusión del club vitoriano en la llamada Ley Concursal en la temporada 2007-08, bajó su sueldo más de un 50%. A mediados de esa misma temporada fue cedido hasta final de temporada a Osasuna, con una opción de compra a favor del club rojillo que no hizo efectiva, no por un mal funcionamiento del futbolista ya que gusto su juego tanto a los técnicos rojillos como a su afición pero no podían hacerse cargo de su elevada ficha.
En 2010, con 33 años, decidió alejarse del fútbol. En 2012, con 35 años de edad, retoma su carrera profesional y ficha por Deportivo Maipú para disputar el Torneo Argentino A. Tras retirarse en Guaymallén tuvo su debut como entrenador en Independiente Rivadavia de Mendoza, equipo al conduce durante el Campeonato de Primera B Nacional 2016-17.

### Clubes
| Club                   | País      | Año       |
| ---------------------- | --------- | --------- |
| Godoy Cruz             | Argentina | 1995-1997 |
| Gimnasia y Esgrima (J) | Argentina | 1997-1999 |
| Alaves                 | España    | 1999-2008 |
| Osasuna                | España    | 2008-2009 |
| Rosario Central        | Argentina | 2009-2010 |
| Deportivo Maipú        | Argentina | 2012      |
| Atlético Argentino (M) | Argentina | 2014      |
| Guaymallén             | Argentina | 2014      |

## Entrenador

### Clubes
| Club                    | País      | Año       | PJ | PG | PE | PP | GF | GC | DG | EF%    |
| ----------------------- | --------- | --------- | -- | -- | -- | -- | -- | -- | -- | ------ |
| Independiente Rivadavia | Argentina | 2016-2017 | 28 | 8  | 14 | 6  | 28 | 31 | -3 | 45.24% |
| Gimnasia y Esgrima (J)  | Argentina | 2017-2018 | 24 | 7  | 13 | 4  | 18 | 11 | +7 | 47.22% |
| Huracán Las Heras       | Argentina | 2020      | 2  | 0  | 0  | 2  | 0  | 2  | -2 | 0%     |
| Juventud Unida (SL)     | Argentina | 2023      | 5  | 1  | 1  | 3  | 1  | 5  | -4 | 26.67% |
| Total                   | Total     | Total     | 59 | 16 | 27 | 15 | 47 | 49 | -2 | 42.94% |